# Phoebe Fox
Phoebe Mercedes Fox (Londra, 16 aprile 1987) è un'attrice britannica.

## Biografia
Figlia degli attori Stuart Fox e Prue Clarke, studia alla Royal Academy of Dramatic Art, dove conosce Kyle Soller, anch'esso attore, che sposerà in seguito. La coppia attualmente vive a Londra. Ha recitato anche in molte opere teatrali.

## Filmografia

### Cinema
- One Day, regia di Lone Scherfig (2011)
- L'angelo della morte (The Woman in Black: Angel of Death), regia di Tom Harper (2014)
- Il diritto di uccidere (Eye in the Sky), regia di Gavin Hood (2015)
- Blue Iguana, regia di Hadi Hajaig (2018)
- The Aeronauts, regia di Tom Harper (2019)
- Intrigo: Samaria – L'omicidio Vera Kall, regia di Daniel Alfredson (2019)

### Televisione
- Black Mirror – serie TV, episodio 1x03 (2011)
- New Tricks - Nuove tracce per vecchie volpi – serie TV, episodio 9x02 (2012)
- The Musketeers – serie TV, episodio 1x04 (2014)
- The Race - Corsa mortale (Curfew) – serie TV (2019)
- The Great – serie TV, 30 episodi (2020-2023)

## Doppiatrici italiane
- Valeria Vidali in Black Mirror
- Domitilla D'Amico ne L'angelo della morte
- Chiara Gioncardi ne Il diritto di uccidere
- Gaia Bolognesi in The Race - Corsa mortale
- Gea Riva in The Great